# Zbory Boże w Kambodży
Zbory Boże w Kambodży (ang. Assemblies of God of Cambodia) – chrześcijański wolny kościół protestancki o charakterze ewangelikalnym nurtu zielonoświątkowego działający w Kambodży, wchodzący w skład Światowej Wspólnoty Zborów Bożych. Zbory Boże liczą w Kambodży 5333 członków i 7554 dzieci, zrzeszonych w 116 zborach. Kościół posiada największą liczbę kościołów w obszarach Takêv, Siĕm Réab, Preăh Sihanŭk i Bătdâmbâng.
Misjonarze Randy i Carolyn Dorsey w 1990 roku, przybyli do kraju, by stać się pierwszymi misjonarzami Zborów Bożych w Kambodży. Nadzorowali, wraz z innymi misjonarzami utworzenie dwóch domów dziecka, dwie kliniki, szpital powiatowy, szkołę publiczną i angielski program szkoleń językowych w Narodowym Wydziale Lekarskim, a także utworzenie kościoła narodowego.